# Parascotia nigra
Parascotia nigra är en fjärilsart som beskrevs av Barend J. Lempke 1966. Parascotia nigra ingår i släktet Parascotia och familjen nattflyn. Inga underarter finns listade i Catalogue of Life.